# Isola della Scala
Isola della Scala is een gemeente in de Italiaanse provincie Verona (regio Veneto) en telt 10.897 inwoners (31-12-2004). De oppervlakte bedraagt 69,9 km2, de bevolkingsdichtheid is 156 inwoners per km2.
De volgende frazioni maken deel uit van de gemeente: Brognoligo, Caselle, Gabbia, Pellegrina, Tarmassia, Villa Fontana, Vo' Pindemonte.

## Demografie
Isola della Scala telt ongeveer 3962 huishoudens. Het aantal inwoners steeg in de periode 1991-2001 met 0,9% volgens cijfers uit de tienjaarlijkse volkstellingen van ISTAT.
| Jaar | Inwoneraantal |
| ---- | ------------- |
| 1991 | 10.413        |
| 2001 | 10.502        |

## Geografie
De gemeente ligt op ongeveer 31 meter boven zeeniveau.
Isola della Scala grenst aan de volgende gemeenten: Bovolone, Buttapietra, Erbè, Nogara, Oppeano, Salizzole, Trevenzuolo, Vigasio.

## Geboren
- Eros Poli (1963), wielrenner
- Nicola Minali (1969), wielrenner
- Ferdinando Monfardini (1984), autocoureur
- Elia Viviani (1989), wielrenner
- Enrico Zanoncello (1997), wielrenner

## Externe link

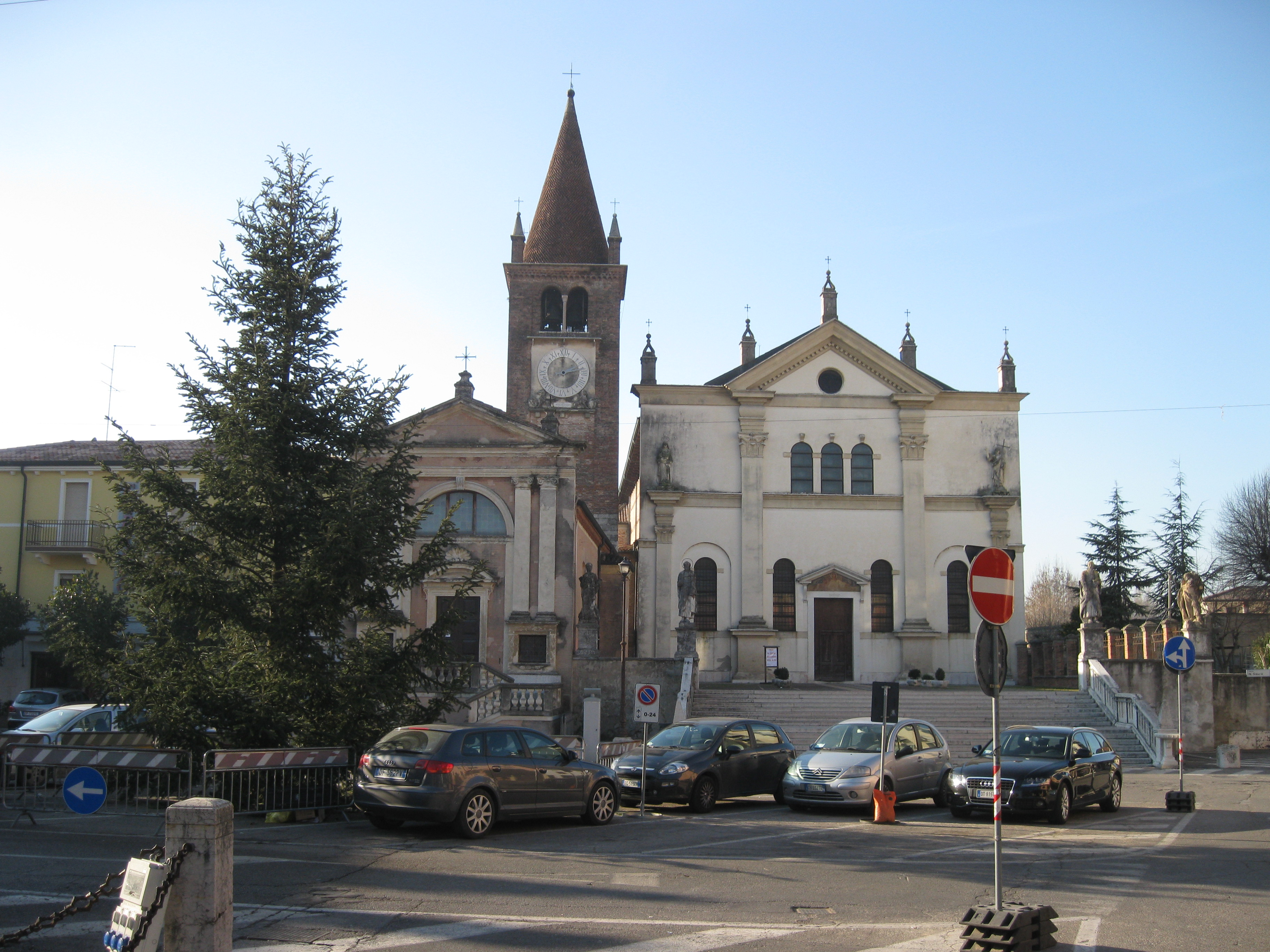
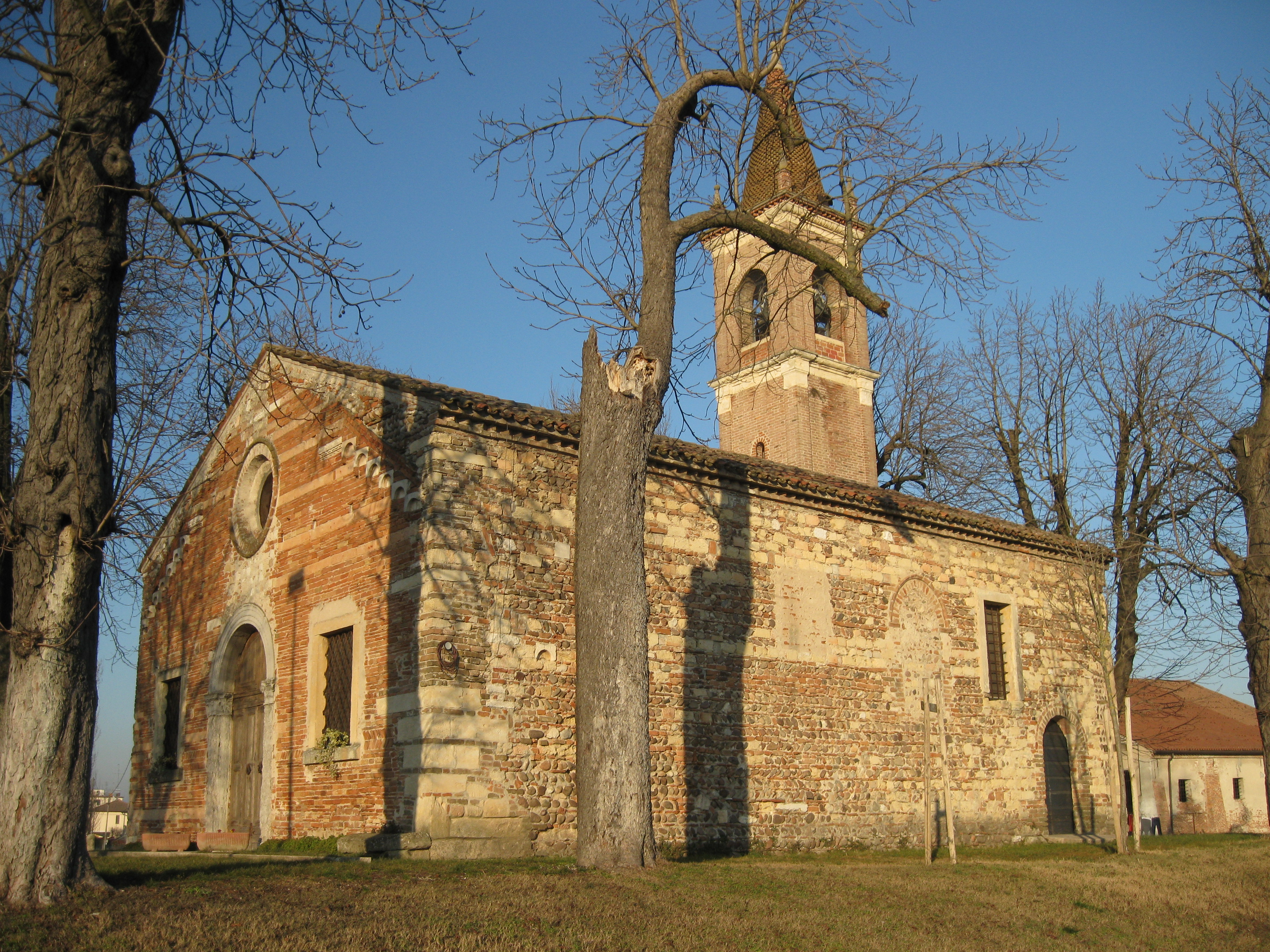
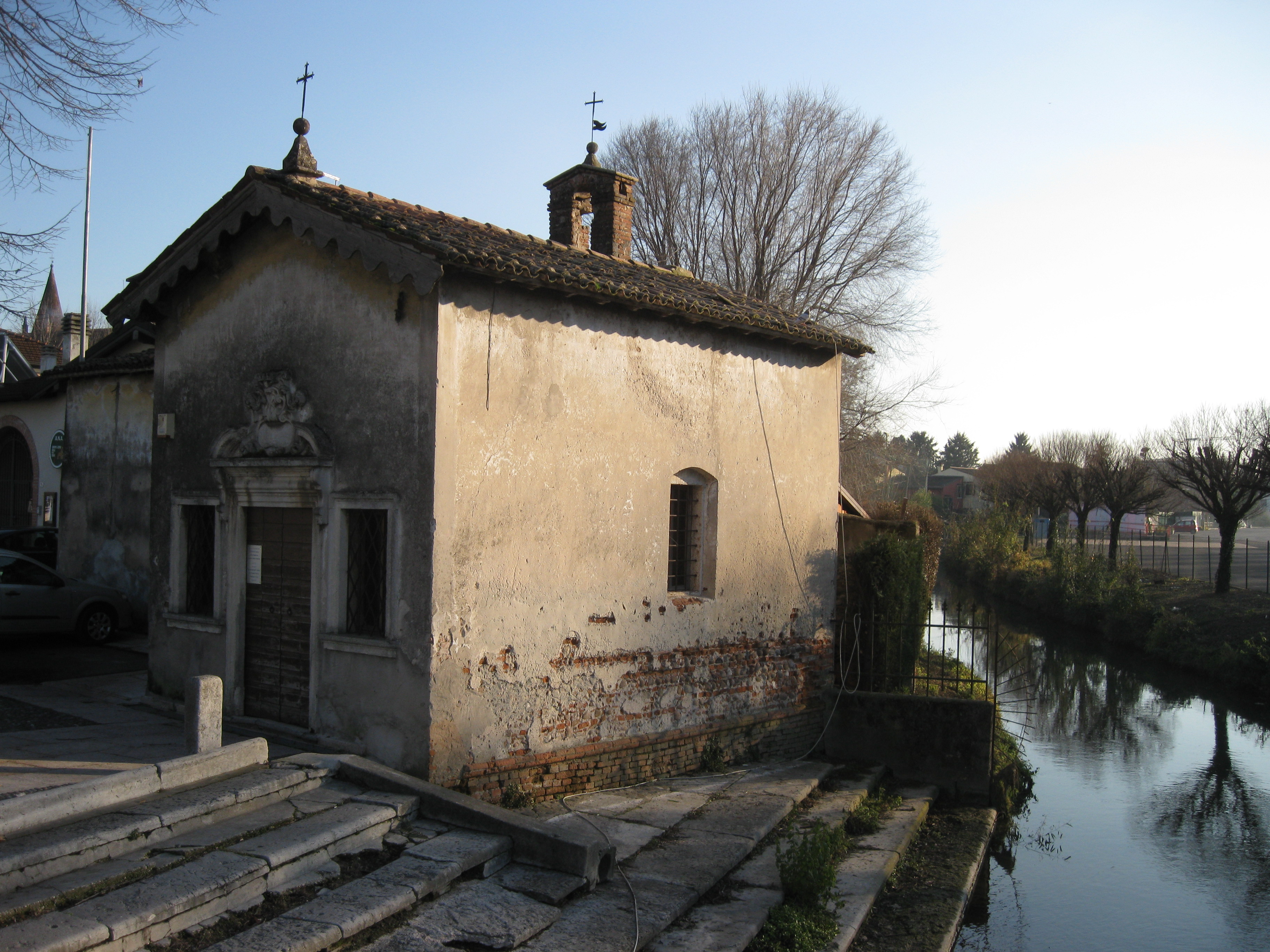
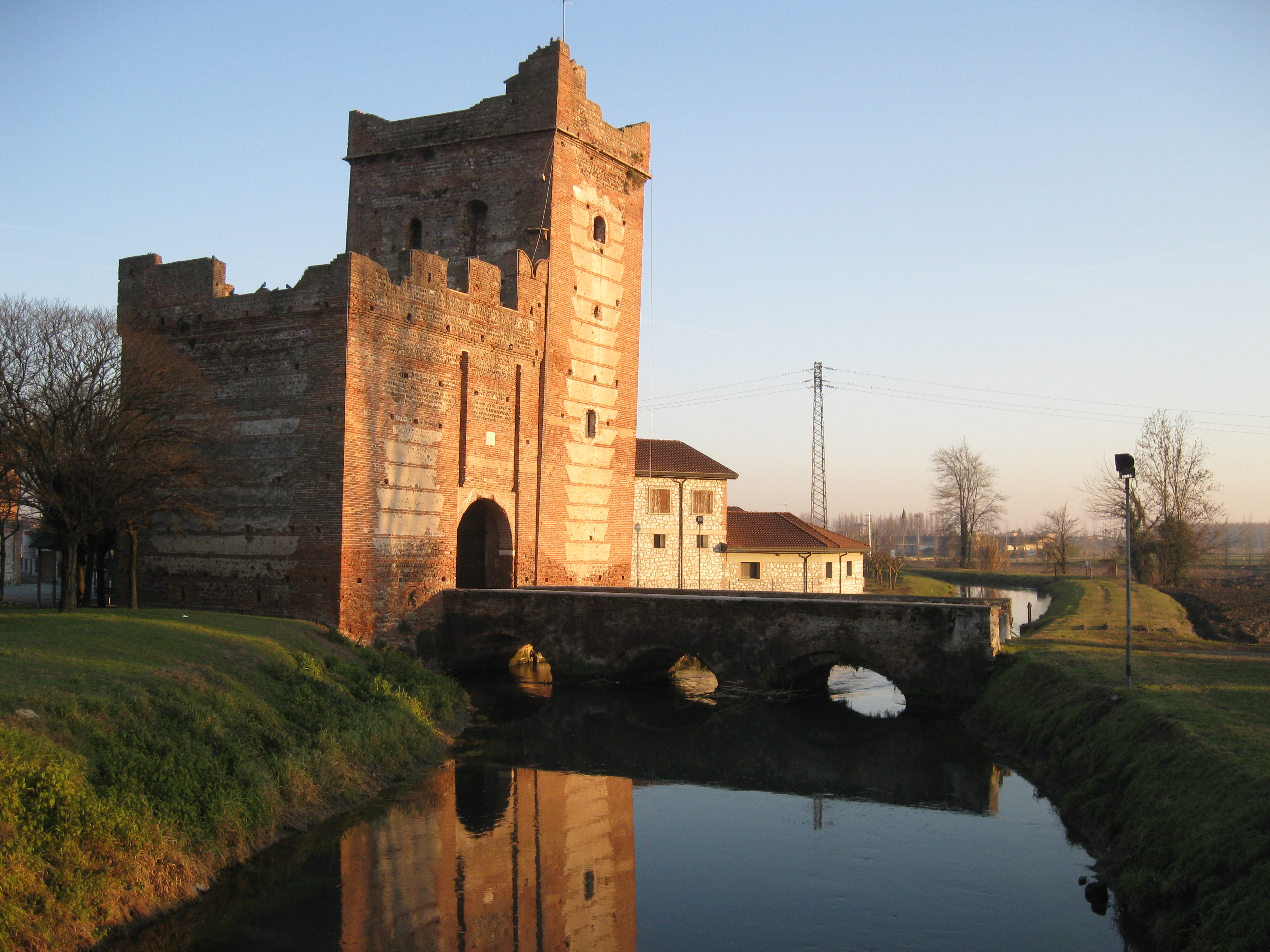
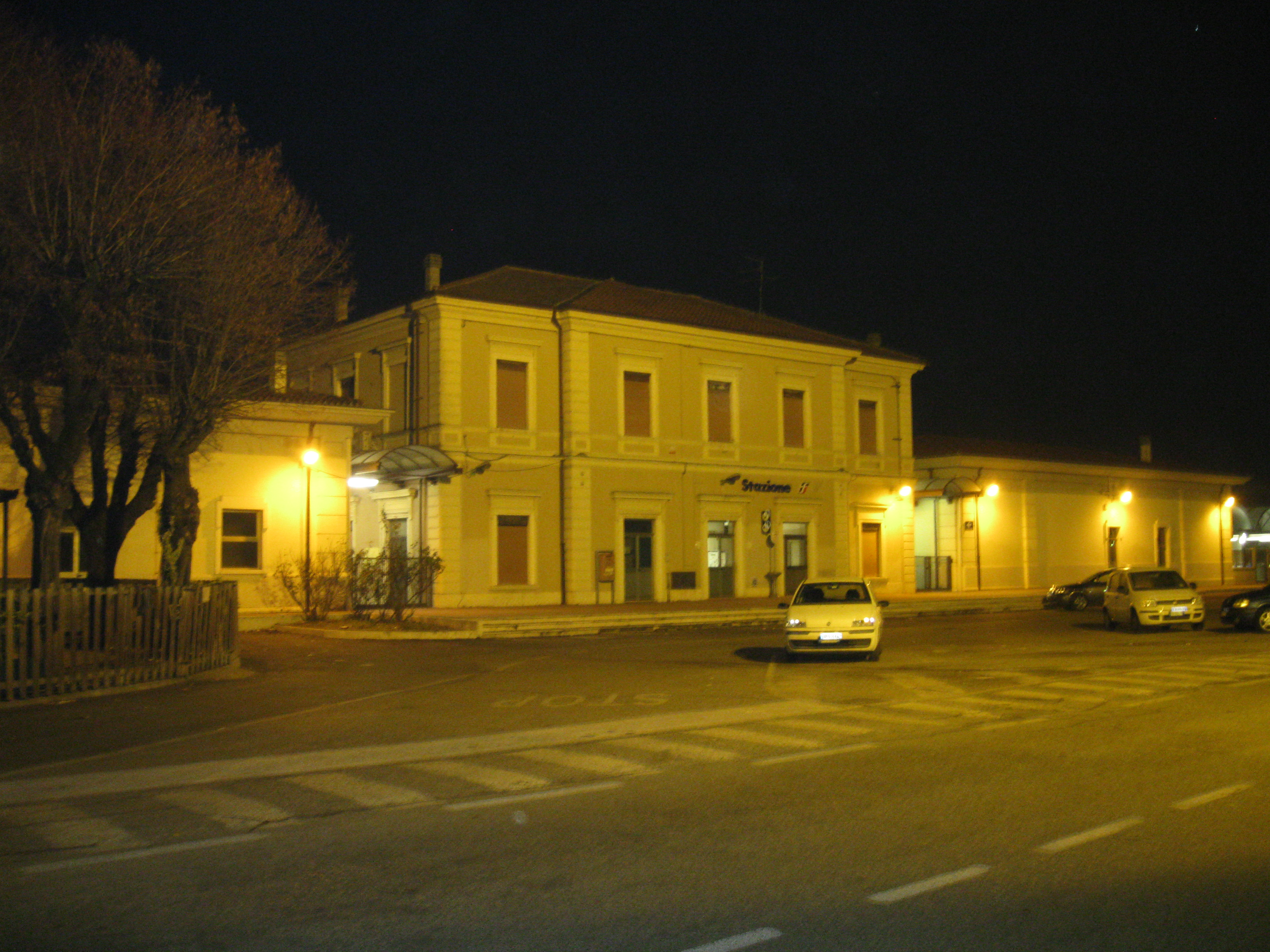